# Holy Lands
Pour plus de détails, voir Fiche technique et Distribution.
Holy Lands est un film franco-belge réalisé par Amanda Sthers, sorti en 2019. Il s'agit d'une adaptation cinématographique de son propre roman, paru en 2010.

## Synopsis
Harry Rosenmerck est un patriarche solitaire. Divorcé, il a par ailleurs coupé les ponts avec son fils. En Israël, où il est parti élever des cochons, il va se lier d'amitié avec Moshe Cattan, un rabbin, qui va le confronter à ses erreurs.

## Fiche technique
Sauf indication contraire, les informations mentionnées dans cette section peuvent être confirmées par la base de données cinématographiques IMDb,  présente dans la section « Liens externes ».
- Titre original : Holy Lands
- Réalisation : Amanda Sthers
- Scénario : Amanda Sthers, d'après son roman Les Terres saintes
- Directeur de la Photographie : Regis Blondeau - AFC
- Décors : Francoise Joset
- Costumes : Deborah O'Hana
- Musique : Grégoire Hetzel
- Production : Laurent Bacri, Didier Lupfer et Alain Pancrazi
- Sociétés de production : PM SA, Artémis Productions, Bustan Films et Studio Canal
- Société de distribution : Studio Canal (France)
- Budget : n/a
- Pays d'origine :  France,  Belgique
- Langue originale : anglais
- Format : couleur
- Genre : drame
- Durée : n/a
- Dates de sortie[2] :
  -  France : 16 janvier 2019

## Distribution
- Jonathan Rhys-Meyers (VF : Axel Kiener) : David
- James Caan (VF : Georges Claisse) : Harry
- Rosanna Arquette (VF : Brigitte Berges) : Monica
- Tom Hollander (VF : Jérémie Covillault) : Moshe Cattan
- Efrat Dor (VF : Christine Braconnier) : Annabelle
- Patrick Bruel (VF : lui-même) : Michel
- Reem Kherici (VF : elle-même) : Rivka
- Loai Nofi : Hassan
- Dina Doron : Mme Lapierre
- Thierry Harcourt (VF : lui-même) : Lawrence
- Axel Kiener (VF : lui-même) : l'homme à Tel Aviv
- Raphaël Mezrahi (VF : lui-même) : le vétérinaire
- Guila Clara Kessous (VF : elle-même) : soldat

## Production
Le tournage a eu lieu en Belgique et en Israël.